# Histoire de la Wallonie de 1830 à 1914
 (août 2006).
Pour un article plus général, voir Histoire de la Wallonie.
Dans son intervention au colloque Développement économique, justice sociale et solidarité organisé le 2 décembre 2010 par Picardie laïque et l'Université de Mons, intitulée L'économie wallonne dans une perspective historique (1886-2006) l'historien Philippe Destatte s'inspire des travaux de l'historien Pierre Lebrun consacrés à l'histoire liégeoise sur une période analogue pour dit-il, « la généraliser à toute la Wallonie ». Il se fonde aussi sur le fait, selon lui, que si le terme Wallonie dans son acception actuelle date de 1886, la législation du Royaume des Pays-Bas en avait déjà fixé les contours avant 1830. Il avance aussi que des historiens et statisticiens en avaient reconnu l'existence également à cette date comme Louis Thomassin, ou Louis Dewez écrivant en 1833 : « La Belgique est partagée entre deux peuples, les Wallons et les Flamands. Les premiers parlent la langue française ; les seconds la langue flamande. La ligne de démarcation est sensiblement tracée.» 

## La révolution industrielle (1774-1847)

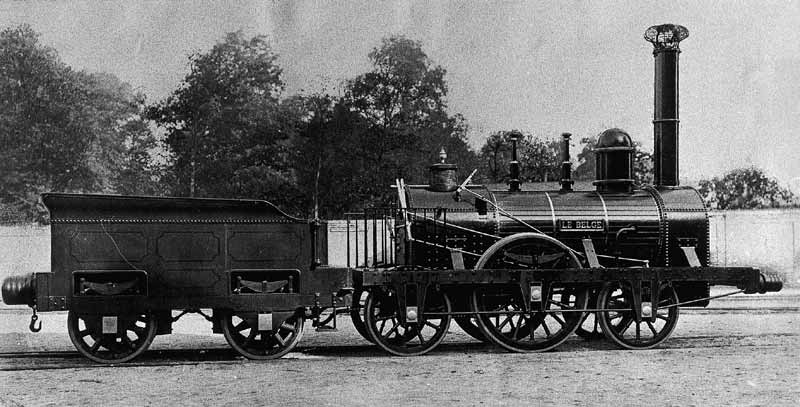
Locomotive « Le Belge », première locomotive d'Europe continentale, issue des ateliers John Cockerill

La révolution industrielle en Wallonie a lieu principalement sur ce qui sera appelé logiquement le sillon industriel, soit cette bande de terre allant de Mons (Borinage) à Verviers en passant par La Louvière, Charleroi, une partie de la région de Namur (la Basse-Sambre), puis Liège et Verviers. Elle s'étend de 1770 à 1847 (la Flandre restera longtemps en retrait sauf à Gand puis Anvers avec le développement du port, notamment à cause du Congo). Elle a connu sa phase décisive entre 1798 et 1830, c'est-à-dire, pour l'essentiel, avant la naissance de l'État belge Cette révolution industrielle met la production réalisée sur cet espace, pourtant très restreint, à la tête de celles de l'époque et même dans certains domaines, cela n'est dépassé que par l'Angleterre en chiffres absolus. Le fait que cette révolution industrielle se soit produite à cet endroit n'est pas un hasard. Depuis le Haut Moyen Âge à peu près partout dans ce qui s'appellera la Wallonie, le fer est transformé selon des techniques qu'inventeront les entrepreneurs locaux, notamment la méthode wallonne qui fait place à l'énergie hydraulique (pour actionner le soufflet des forges), évolution qui amènera elle-même à la production d'acier dans des hauts fourneaux et à l'usage du coke dans ceux-ci. Avec la création de la Belgique en 1830, écrit Hervé Hasquin, « il est apparu de façon beaucoup plus tranchée que l'espace wallon présentait des caractéristiques industrielles qui remontaient à bien des siècles, mais l'éclatement politique en avait occulté l'unité. Avec la révolution industrielle, ces régions virent éclore de véritables bassins industriels. Ils engendraient une sociologie spécifique à l'axe Haine-Sambre-Meuse ; c'était la traduction des monopoles de la houille, du minerai de fer et des carrières que détenaient les régions wallonnes. Des solidarités économiques, sociales et politiques naîtraient entre les régions au sein de l'État belge ; les émeutes sociales de 1886 en furent une manifestation.»

## La Wallonie une puissance industrielle dirigée de l'extérieur
La révolution industrielle en Wallonie, qui s'étend de 1770 à 1847, a connu sa phase décisive entre 1798 et 1830, c'est-à-dire, pour l'essentiel, avant la naissance de l'État belge. Sans doute, est-ce là que se développe la force industrielle du pays mais on peut parler d'une prospérité dépendante dans la mesure où ce n'est pas la Wallonie comme telle qui dirige au plus haut niveau son développement, mais une bourgeoise francophone dont le projet est le cadre national sont belges: « [Elle est] faite de provinciaux se bruxellisant, de bourgeois s'anoblissant, de nobles s'embourgeoisant ; [elle] se structure autour de trois éléments en étroite liaison : le Palais, l'administration supérieure et le gouvernement, la haute finance ; il y a réellement constitution d'une nouvelle aristocratie (...) ou plutôt d'une bourgeoiso-aristocratie bruxelloise. Le pouvoir de celle-ci repose à la fois sur la grande propriété foncière et sur la haute banque ; elle assure un certain passage de l'une à l'autre (...) elle occupe en tout cas, et Bruxelles avec elle, une position dominante sur et dans le pays... ».  

### Une bourgeoisie francophone belge domine l'espace wallon
Michel Quévit estime que « l'État belge est l'émanation d'une bourgeoisie francophone qui se définit par son identification au caractère « national » de la société politique dont elle est le créateur et dont elle sera par la suite le défenseur acharné. » Dès la moitié du XIXe siècle, répond-il à une interview, « l'essor économique en Wallonie n'est pas dirigé de Wallonie. Je cite dans mon livre des chiffres officiels parus en 1852 et en 1865. Il y a en 1860, 53 % des sociétés anonymes du Royaume en pays wallon. Mais 59 % du capital de toutes les sociétés anonymes belges sont situés à Bruxelles (674 millions sur 1.141 pour l'ensemble du capital des SA du Royaume). L'argent que rapporte l'industrie wallonne est comme rapatrié à Bruxelles dans les mains de la bourgeoisie francophones qui dirige l'économie et réinvestit le profit réalisé dans le sillon industriel, un peu partout en Belgique et dans le Monde. »  Cette bourgeoisie francophone poursuit M.Quévit est « unie par son appartenance de classe, quel que soit son lieu de résidence : Bruxelles, Anvers, Arlon, Bruges ou gand. La langue joue à cet égard un rôle de ferment d'unité. La bourgeoisie parle le français. la langue française est ainsi un signe d'appartenance et de pouvoir dans la société belge.» Si le français s'impose dans l'État belge en 1830, c'est, écrit Michel De Coster « à la satisfaction de la bourgeoisie flamande, bruxelloise ou wallonne.»
Pour Philippe Destatte la décision économique échappe à l'espace wallon à partir de la même date en raison des risques démesurés que prennent les entreprises en Wallonie. «  Bien des malheurs futurs pour les Wallons trouvent leur origine à cette période » écrit-il, poursuivant  : « L'enthousiasme, l'avidité technique et la hâte du moment entraînent les entrepreneurs au gigantisme, ce qui les amène à prendre des risques démesurés. Crises de la production et crises du crédit vont se succéder. Le système bancaire domine dès lors l'industrie en prenant des participations financières dans les entreprises, principalement par la création de sociétés anonymes. La décision économique échappe ainsi à l'espace wallon pour s'installer à Bruxelles, devenu centre financier lors de la mise en place du pouvoir politique belge en 1830. En 1847, tout est joué. Bruxelles structure et domine l'espace belge. Les mutations sont accomplies.»
Philippe Raxhon remarque  que l'origine wallonne des dirigeants belges « n'a pas joué en faveur de la mise en exergue d'une zone privilégiée du royaume aux dépens de celle dont ils n'étaient justement pas issus. La logique politique rejoint la logique économique, qui toutes deux reposent sur la centralisation et la mise en valeur du pôle bruxellois comme cœur de la Belgique.» Il remarque que les chemins de fer se sont d'abord développés en Flandre à partir de 1835 et que la ligne Liège-Namur ne fut terminée qu'en 1852 et celle de Bruxelles-Arlon en 1858. Il ajoute que « La finance bruxelloise et l'industrie wallonne vont former un couple solide au XIXe siècle.»

### Modalité de cedéveloppement dépendant
La bourgeoisie francophone belge va devenir essentiellement une bourgeoisie financière : une haute banque et une haute finance dont les deux têtes sont la Société générale (absorbée en 1988 par Suez (groupe)), et la Banque de Belgique, aujourd'hui disparue. Ces deux institutions adoptent la politique des participations industrielles, des Holdings (Sociétés à portefeuille avant la lettre. La bourgeoisie financière va absorber la bourgeoise industrielle wallonne et le développement industriel de la Wallonie sera dirigée depuis Bruxelles, de l'extérieur du sillon Sambre-et-Meuse : « La dépendance économique de la Wallonie ne résulte pas d'une incapacité des familles de s'organiser entre elles pour faire face aux défis du XIXe siècle, mais de leur dépendance financière vis-à-vis du monopole qu'exercent en la matière la Société générale  de Belgique et la Banque de Belgique.»
Daniel Seiler écrit que le développement wallon « correspond au modèle qu'Hechter propose de l'industrialisation dépendante. Les décisions se prennent ailleurs: les bassins industriels, non reliés entre eux, dépendent de Bruxelles. Liège ex-capitale d'un État souverain, se trouve progressivement marginalisée; elle qui domina la Belgique de 1830-1840, se mua en un chef-lieu d'une agglomération industrielle. Des projets présentés comme la favorisant bénéficièrent surtout à Anvers. » Michaël Hechter est l'auteur de l'ouvrage  Internal Colonialism: The Celtic Fringe in British National Development. Berkeley: University of California Press, Berkeley, 1975, ouvrage considéré comme l'une des bases théoriques de la notion de colonialisme interne. Pour Michel Quévit la croissance économique du pays  qui s'organise à partir  de Bruxelles « se développe autour de deux autres pôles : le sillon industriel wallon et la région d'Anvers.»

## Minorisation politique de la Wallonie à partir de 1884
Les habitants de la Flandre (qui deviendront néerlandophones), usent de dialectes du néerlandais et ont des élites qui parlent le français. Les habitants de la Wallonie (qui deviendront francophones), usent du wallon ou du picard et lorrain, de dialectes de l'allemand), et ont des élites francophones également. Le mouvement flamand ne se bat pas au départ contre la Wallonie. Certains Waalse flaminganten (Wallons flaminguants catégorie utilisée par l’Encyclopedie van de Vlaaamse Beweging), dont Louis Jottrand le proclame avec l'accord du mouvement flamand. Le mouvement flamand se bat donc pour l'adoption du flamand en Flandre alors que l'État belge y impose le français. Les premiers votes en faveur du flamand au milieu du XIXe siècle font naitre une réaction surtout francophone en Flandre et à Bruxelles, qui se différencie du mouvement wallon proprement dit). Mais à partir de l’instauration du suffrage universel (obtenu cependant à la suite d’une grève générale très suivie en pays wallon en 1893), la majorité en Flandre est souvent entièrement cléricale. 

### Le tournant des élections de 1884
« Dans l'histoire de la Belgique, les élections législatives du 11 juin 1884 représentent un tournant important puisque la victoire totale du Parti catholique sur les libéraux de Frère-Orban ouvre une période de trente ans de gouvernements homogènes catholiques, trente ans de prépondérance de ce parti qui recrute principalement en Flandre.» Dans la période 1884-1914 les gouvernements belges seront quasiment des gouvernements composés d'élus de Flandre, de ministres de Flandre et tablant sur une majorité politique pour tout le pays parfois déjà acquise sur la seule base de la représentation parlementaire en Flandre.
| Périodes et Ministères                                | Flamands | Bruxellois | Wallons |
| A. Beernaert : 26 octobre 1884/ 17 mars 1894          | 60 %     | 14 %       | 26 %    |
| J.de Burlet : 26 mars/1894/25 juin 1896               | 75 %     | 9 %        | 16 %    |
| P.de Smet de Naeye : 26 juin 1896/ 23 janvier 1899    | 87 %     | -          | 13 %    |
| J.Vanden Peereboom : 24 janvier 1899/ 31 juillet 1899 | 84 %     | -          | 16 %    |
| P. de Smet de Naeyer : 5 août 1899/ 12 avril 1907     | 76 %     | -          | 24 %    |
| J. de Trooz : 1er mai 1907/ 31 décembre 1907          | 67 %     | 11 %       | 22 %    |
| F.Schollaert : 9 janvier 1908/ 8 juin 1911            | 57 %     | 22 %       | 21 %    |
| Ch. de Broqueville : 18 juin 1911/ 4 août 1914        | 42 %     | 22 %       | 36 %    |

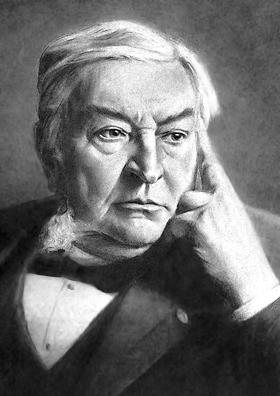
Auguste Beernaert en 1909.

L'historien flamand Maarten Van Ginderachter écrit que « Les Wallons sont pratiquement écartés du pouvoir central puisque, entre 1884 et 1902, un seul de leurs représentants participe au gouvernement.»
Un cartel électoral libéral/socialiste en 1912 ne peut rien y changer : il n'a la majorité que dans une Wallonie numériquement minoritaire. Jules Destrée écrit alors sa fameuse Lettre au Roi sur la séparation de la Wallonie et de la Flandre. 

### Revendication du suffrage universel et du fédéralisme un temps liées
La revendication du suffrage universel en Wallonie se lie alors à celle de la “séparation administrative” (le fédéralisme), comme Claude Renard (homme politique) le souligne dans son ouvrage sur le suffrage universel. Il ajoute :  « « Ce n'était certes pas la première fois que le retard de la Flandre suscitait des réactions d'impatience parmi les ouvriers wallons ; des frictions s'étaient déjà produites en 1887-88 et 1891 et en 1902, [...] Il en alla différemment en 1912. On peut penser que le Congrès Wallon de Liège traduisit un sentiment alors largement répandu parmi les travailleurs en adoptant une résolution préconisant la « séparation » de la Wallonie en vue de l'extension de son indépendance vis-à-vis du pouvoir central et la libre expression de son activité propre. Au reste, sans parler de la célèbre Lettre de Jules Destrée au Roi, Vandervelde lui-même put déclarer devant un Congrès du Parti Ouvrier : "Les populations wallonnes sont lasses de se voir écrasées par une majorité artificielle formée par la partie flamande du pays. Ce courant populaire devait se perdre dans les tourments de la première guerre mondiale [...] On sait que Destrée lui voyait au contraire et contribua à lui assurer, au-delà de maintes vicissitudes, un tout autre avenir ; de calculs qu'il fit à l'époque il ressortait d'ailleurs que, même s'ils n'avaient pas été avantagés par le système électoral les catholiques auraient conservé la majorité à la Chambre, à ceci près qu'elle eût été de six sièges au lieu de seize.» 
Face à une Flandre qui s'émancipe du français lutte une Wallonie qui, à partir  de 1884 sinon plus tôt, aura été, depuis 1830 « une société dépendante » comme Michel Quévit le dit dans une interview, manière de résumer son livre sur le déclin wallon .
Le 3 mai 1918, un fonctionnaire résidant en Belgique occupée, «  informateur régulier » de la Légation de la Belgique à La Haye, a, selon Paul Delforge, « bien compris que la question la plus importante à résoudre pour la Belgique libérée sera wallonne et non flamande » et son rapport, envoyé aux Pays-Bas est transmis au gouvernement du Havre le 3 mai 1918, précise : « Par le jeu de notre politique intérieure, la direction des affaires du pays appartient à un parti qui s'appuie principalement sur les régions flamandes et agricoles de la Belgique, alors qu'elle échappe entièrement aux régions industrielles wallonnes du pays. C'est là une situation qui n'est pas normale, qui procède d'une application défectueuse du régime parlementaire (...) qui était déjà visible avant-guerre et qui va empirer. La différence entre la question flamande et la question wallonne, c'est que les Flamands poursuivent l'accomplissement graduel d'un idéal d'ordre intellectuel et moral, tandis que les Wallons exigent l'abolition immédiate d'un état de choses qu'ils regardent comme abusif et vexatoire. » Ce rapport est dupliqué et transmis depuis les Pays-Bas à l'ensemble des ministres du gouvernement belge.

### La langue dominante en Wallonie, le wallon, est exclue des recensements linguistiques
Dans la Wallonie industrielle<, et ses entreprises de pointe, c'est le wallon qui est utilisé, car plus apte que le français pour désigner les techniques nouvelles, de sorte que du manœuvre au directeur, dans les mines en particulier, le wallon est la langue de la sécurité, que tous sont obligés de connaître.
Dans ce contexte, certaines propositions de lois flamandes sur le bilinguisme des ingénieurs (français/flamand) (une proposition de loi déposée par le liégeois Gustave Francotte énonce en son article 21 bis : « nul ne sera admis dans le corps des ingénieurs [s'il ne justifie pas] qu'il possède la connaissance de la langue flamande » ou des tribunaux du travail (un amendement à la loi sur ces tribunaux déposé par Paul Wauwermans, député de Bruxelles, réclame la connaissance da la langue flamande par  « le président, le président adjoint et le greffier des chambres d'appel »), ne semblent pas se justifier de la même façon qu'en Flandre même. Les travailleurs flamands en Wallonie adoptent souvent d'abord la langue de leur entreprise, c'est-à-dire le wallon ou un autre parler local.  Cependant, les recensements linguistiques, comme l'a montré Paul Lévy dans l'Encyclopédie du Mouvement wallon ne prennent pas en compte le wallon :  : « Quant au wallon, il n'en est pas question dans les textes officiels. Il y  a donc une tension entre la situation lé gale et la pratique effective.»  C'est que le mouvement flamand refuse de voir le flamand mis sur le même pied que le wallon. Toute personne s'exprimant surtout ou seulement en wallon est assimilée à un francophone.  La Société de langue et de littérature wallonnes exige bien en 1912 et en 1919 que les recensements prennent en compte cette langue, mais ces demandes, affirme P.G.Lévy, ont le don « d'exaspérer les Flamands qui craignent de voir leur langue assimilée à un patois.»  Michel De Coster remarque à ce propos que cela fait partie des difficultés d'identification de la Wallonie qui ne possède pas « de langue propre, dûment codifié en lieu et place des patois picard, wallon, lorrain champenois, etc., et, ultérieurement, du fait de se voir attribuer un accent belge qui ne concerne nullement les Wallons.»
On lira la suite dans l’Histoire de la Wallonie depuis 1914.